# 石垣正夫
石垣 正夫（いしがき まさお、1941年〈昭和16年〉1月15日 - 2016年〈平成28年〉11月9日）は、平成時代の政治家。岡山県新見市長。新見市名誉市民。

## 経歴
新見市出身。1959年（昭和34年）岡山県立新見農業高等学校卒業後、1971年（昭和46年）旧新見市役所に入る。建設課長などを経て、1994年（平成6年）に旧新見市の市長に就任。3期務めた。
2005年（平成17年）市町合併後も初代の新見市長に就任。
3期目在任中の2016年（平成28年）11月9日、山林での作業中の事故による脳挫傷や外傷性脳内出血などにより倉敷市内の病院で死去した。叙従四位、旭日中綬章追贈。
市長在任中は地域情報化の推進や子育て支援施策の充実、社会資本施設の整備等に貢献した。2017年（平成29年）10月30日、新見市名誉市民に推挙された。